# Krušetnica
Krušetnica (deutsch Kruschenitz, ungarisch Krusetnica) ist eine Gemeinde im äußersten Norden der Slowakei mit 1019 Einwohnern (Stand 31. Dezember 2024) und gehört zum Okres Námestovo innerhalb des Žilinský kraj.

## Geographie
Die Gemeinde befindet sich im Bergland Podbeskydská vrchovina am Zusammenfluss von Biela Orava mit dem Bach Klinianka. Das Gemeindegebiet ist bergig mit breiten Rücken, die durch tiefe Bachtäler durchschnitten werden. Die Hängen sind steil und oft entwaldet. Das Ortszentrum liegt auf einer Höhe von 656 m n.m. und ist 15 Kilometer von Námestovo entfernt.
Nachbargemeinden sind Novoť und sehr kurz Mútne im Norden, kurz Beňadovo im Nordosten, Breza im Osten, Vasiľov und Hruštín (über den Ortsteil Vaňovka) im Süden, Lomná im Südwesten und Zákamenné im Westen.

## Geschichte
Der Ort entstand am Ende des 16. Jahrhunderts nach walachischem Recht und wurde zum ersten Mal 1580 als Krussecznycza schriftlich erwähnt; andere Quellen geben erst das Jahr 1593 an (als Kruscecznycza). Er gehörte zum Herrschaftsgut der Arwaburg und wurde von Erbrichtern verwaltet. 1624 hatte die Ortschaft etwa 90 Einwohner und verwüstete während der ständigen Kuruzzenaufstände des 17. und frühen 18. Jahrhunderts. 1778 hatte Krušetnica 390 Einwohner, 1828 zählte man 121 Häuser und 820 Einwohner, die in der Landwirtschaft und als Handwerker beschäftigt waren.
Bis 1918 gehörte der im Komitat Arwa liegende Ort zum Königreich Ungarn und kam danach zur Tschechoslowakei beziehungsweise heute Slowakei. In der ersten tschechoslowakischen Republik waren die Einwohner auch als Weber und Korbmacher bekannt.

## Bevölkerung
| Jahr                | 1994 | 2004    | 2014    | 2024    |
| ------------------- | ---- | ------- | ------- | ------- |
| Anzahl der Personen | 876  | 929     | 966     | 1019    |
| Unterschied         |      | +6,05 % | +3,98 % | +5,48 % |

| Jahr                | 2023 | 2024    |
| ------------------- | ---- | ------- |
| Anzahl der Personen | 1009 | 1019    |
| Unterschied         |      | +0,99 % |

Nach der Volkszählung 2011 wohnten in Krušetnica 938 Einwohner, davon 915 Slowaken und zwei Tschechen. 21 Einwohner machten diesbezüglich keine Angabe. 901 Einwohner bekannten sich zur römisch-katholischen Kirche, zwei Einwohner zur evangelischen Kirche A. B. und ein Einwohner zur kongregationalistischen Kirche. Sechs Einwohner waren konfessionslos und bei 28 Einwohnern wurde die Konfession nicht ermittelt.

## Bauwerke und Denkmäler
- römisch-katholische Kirche im klassizistischen Stil aus den Jahren 1811–1828
- Dreifaltigkeitssäule aus dem 19. Jahrhundert am Friedhof